# Pinça

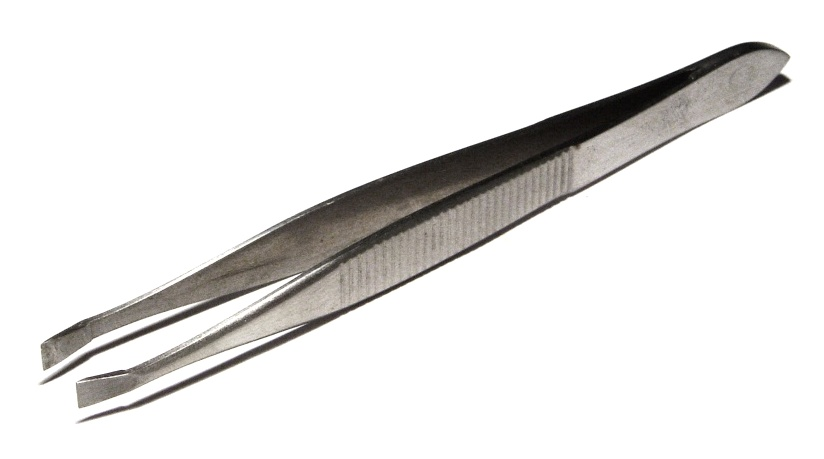
Pinça metálica

Pinça é um utensílio utilizado para pegar objetos sem que a mão lhes toque diretamente. É formada por duas partes presas numa extremidade, geralmente com algum tipo de mola, enquanto que as extremidades livres têm uma forma adequada ao tipo de objeto que se pretende segurar..
Existem muitos tipos de pinças, desde as que são utilizadas em casa para mexer a salada ou para colocar e retirar alimentos num grelhador ou num banho-maria, a pinça de madeira usada nos laboratórios, ou os vários tipos usados em cirurgia.

## História
As pinças são conhecidas por terem sido usadas no Egito pré dinástico. Há desenhos de artesãos egípcios segurando panelas quentes sobre fornos com uma ferramenta em forma de arco duplo. Pinças asiáticas, consistindo em duas tiras de metal soldadas juntas, também eram comumente usadas na Mesopotâmia e na Índia por volta de 3.000 a.C, talvez para o propósito como pegar piolhos. Durante a Idade do Bronze, as pinças eram fabricadas pela Cultura Kerma.

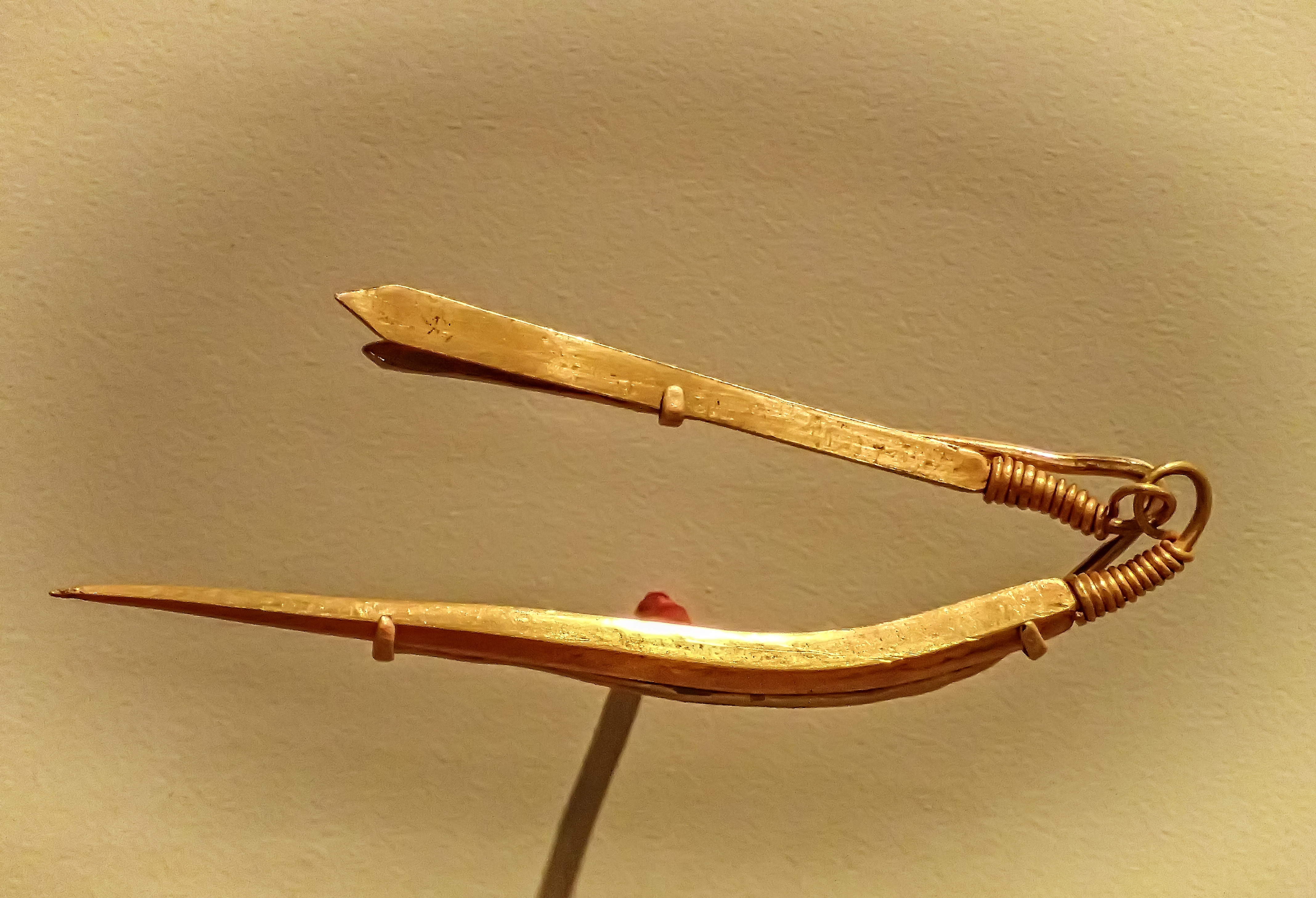
Pinças de ouro descobertas no Cemitério Real de Ur, Iraque 2550-2450 a.C.

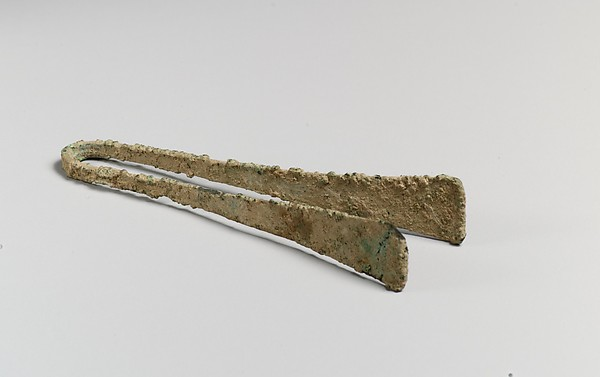
Um par de pinças de bronze atribuídas à civilização minóica, por volta de 2900–1050 a.C.

A palavra pinça vem de "etwee", uma espécie de pequena caixa que as pessoas usariam para carregar pequenos objetos (como palitos de dente) com elas. "Etwee" tem sua origem no francês étui "caixa pequena", do verbo francês antigo estuier, "segurar ou manter seguro". Com o tempo, o objeto agora conhecido como "pinça" assumiu esse nome porque a ferramenta era comumente encontrada nessas minúsculas maletas de transporte. Eventualmente, a palavra "tweeze" foi aceita como um verbo na língua inglesa.
Há evidências de construtores navais romanos arrancando pregos da construção com pinças do tipo alicate.

## Tipos

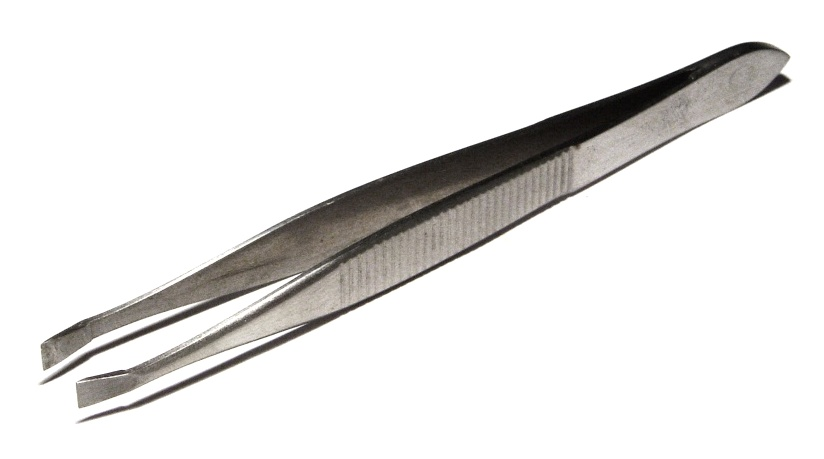
Pinças convencionais de ponta plana.

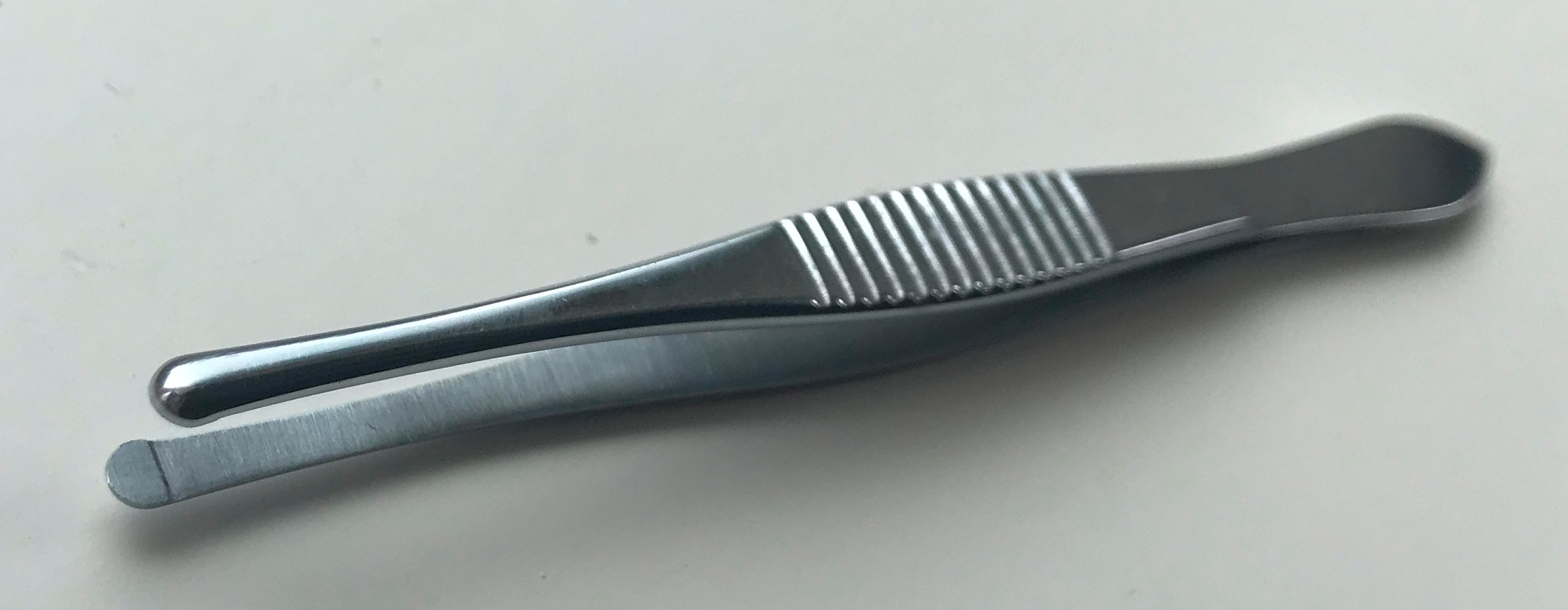
Um par de pinças modernas de ponta redonda.

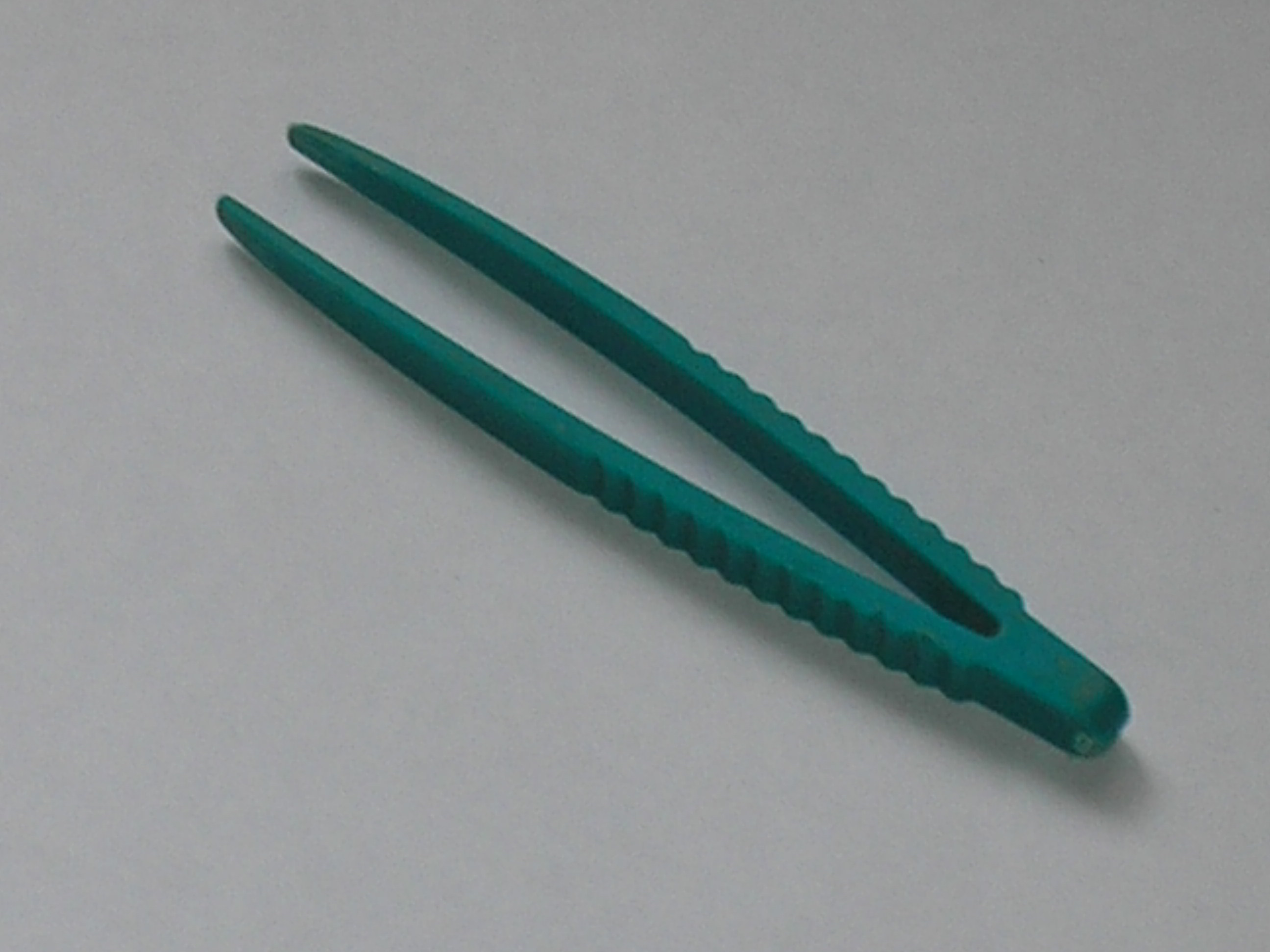
Pinça de plástico.

As pinças vêm em uma variedade de formatos e tamanhos de pontas. As pinças de ponta redonda têm uma extremidade arredondada que pode ser usada quando um objeto pontiagudo pode ficar emaranhado. As pinças de ponta plana possuem uma ponta angular que pode ser usada para remover farpas. Algumas pinças têm uma ponta longa em forma de agulha que pode ser útil para alcançar pequenas fendas. As pinças de ponta triangular têm pontas maiores e mais largas, úteis para segurar objetos maiores. Também existem pinças com pontas curvas, às vezes chamadas de pinças dobradas. Algumas pinças têm uma ponta extremamente pequena e pontiaguda, usada para manipular componentes eletrônicos minúsculos e similares.
Existem duas formas comuns de construção para pinças: duas peças de metal fundidas em ângulo ou uma peça de metal dobrada ao meio. A pinça dobrada é mais barata de fabricar, mas oferece uma aderência mais fraca. A pinça fundida é mais cara, mas permite uma pegada mais forte. A largura entre as pontas das pinças, quando nenhuma força é aplicada, também afeta a força da empunhadura.
As pinças de travamento cruzado (também conhecidas como pinças de ação reversa ou pinças de fechamento automático) funcionam de maneira oposta às pinças normais. As pinças de travamento cruzado abrem quando pressionadas e fecham quando liberadas, segurando o item sem qualquer esforço dos dedos do usuário.

## Classificação por uso
Aplicações:
- no manejo de selos (ver Filatelia)
- no manejo de moedas (ver Numismática), para proteger as moeda
- em eletrônica
- para remoção de cabelo (pinça de sobrancelha)[9]
- em tecnologia de semicondutores
- em cosméticos
- na medicina (fórceps e fórceps de tecido)[10]
- no ambiente doméstico
- em joalheria
- na indústria têxtil
- em soldagem
- em laboratório
- na relojoaria
- Existem também outras pinças, por exemplo, as chamadas pinças ópticas.

As pinças para preensão mecânica deram origem a uma série de ferramentas com ação ou finalidade semelhante, mas não dependentes da pressão mecânica, incluindo:
- As pinças ópticas usam luz para manipular objetos microscópicos tão pequenos quanto um único átomo. A transferência de momento de um feixe de laser focalizado é capaz de prender pequenas partículas.[11] Nas ciências biológicas, esses instrumentos têm sido usados para aplicar forças na faixa de pico Newton e para medir deslocamentos na faixa nm de objetos que variam em tamanho de 10 nm a mais de 100 mm.
- As pinças magnéticas usam forças magnéticas para manipular moléculas individuais (como o DNA) por meio de interações paramagnéticas. Na prática, é uma série de armadilhas magnéticas projetadas para manipular biomoléculas individuais e medir as forças ultra pequenas que afetam seu comportamento.
- As pinças elétricas emitem um sinal elétrico através da ponta, destinada à depilação, danificando as raízes do cabelo para evitar que novos cabelos cresçam da mesma raiz.
- As pinças a vácuo usam diferenças na pressão atmosférica para agarrar itens de 100 micrômetros de tamanho até peças pesando vários quilos. As pontas de pinças a vácuo especiais são fabricadas para lidar com uma ampla variedade de itens, como eletrônicos de montagem em superfície, ótica, material biológico, selos e moedas. Eles podem ser usados para manusear peças que são tão pequenas que as pinças mecânicas convencionais podem causar danos ou queda e perda de peças.
- Pinças moleculares são moléculas hospedeiras não cíclicas que possuem dois braços capazes de ligar moléculas hóspedes por meio de ligações não covalentes.
- As pinças quentes, ou soldadas, combinam a ação de compressão das pinças mecânicas com o aquecimento, para agarrar pequenos dispositivos eletrônicos montados em superfície e, ao mesmo tempo, aquecê-los para soldar ou dessoldar.
- As pontas de prova de pinça são um par de pontas de prova de teste elétrico fixadas a um mecanismo de pinça para medir tensões ou outros parâmetros de circuito eletrônico entre pinos espaçados próximos.
- Pinças integradas com dispositivo de medição eletrônico para avaliação de parâmetros elétricos de componentes eletrônicos de pequeno porte.[12]
- Nano-pinças de carbono foram fabricadas por deposição de feixes de MWNT em eletrodos isolados depositados em micropipetas de vidro temperado. Esses feixes de nanotubos podem ser manipulados mecanicamente por eletricidade e podem ser usados para manipular e transferir micro e nanoestruturas. Os feixes de nanotubos usados para pinças têm cerca de 50 nm de diâmetro e 2 µm de comprimento. Sob a polarização elétrica, dois conjuntos próximos de feixes são atraídos e podem ser usados como pinças em nano escala.[13]

Outros usos do mesmo princípio são chamados de pinças; embora tais termos não sejam necessariamente amplamente usados, seu significado é claro para as pessoas da área relevante. Por exemplo, pinças Raman, que combinam espectroscopia Raman com pinças ópticas.